# Campionati del mondo di atletica leggera indoor 2018 - 1500 metri piani maschili
I 1500 m maschili si sono tenuti il 3 ed il 4 marzo 2018. Si sono qualificati alla competizione 24 atleti, ma ne sono partiti in 22.

## Risultati

### Batterie
Le 3 batterie sono cominciate alle 11:10 del 3 Marzo.  Si qualificano alla finale i primi 2 di ogni batteria più il ripescaggio dei 3 migliori tempi.
| Pos. | Batt. | Nome                   | Nazione            | Tempo   | Note |
| ---- | ----- | ---------------------- | ------------------ | ------- | ---- |
| 1    | 1     | Abdelaati Iguider      | Marocco            | 3:40.13 | Q    |
| 2    | 1     | Aman Wote              | Etiopia            | 3:40.20 | Q    |
| 3    | 1     | Ben Blankenship        | Stati Uniti        | 3:40.23 | q    |
| 4    | 1     | Marcin Lewandowski     | Polonia            | 3:40.78 | q    |
| 5    | 1     | Chris O'Hare           | Gran Bretagna      | 3:42.46 | q    |
| 6    | 2     | Samuel Tefera          | Etiopia            | 3:44.00 | Q    |
| 7    | 2     | Vincent Kibet          | Kenya              | 3:44.26 | Q    |
| 8    | 2     | Ryan Gregson           | Australia          | 3:44.44 |      |
| 9    | 2     | Marc Alcalá            | Spagna             | 3:45.49 |      |
| 10   | 2     | Jakub Holuša           | Rep. Ceca          | 3:45.84 |      |
| 11   | 2     | Kalle Berglund         | Svezia             | 3:46.61 |      |
| 12   | 3     | Jake Wightman          | Gran Bretagna      | 3:47.23 | Q    |
| 13   | 3     | Craig Engels           | Stati Uniti        | 3:47.55 | Q    |
| 14   | 3     | Brahim Kaazouzi        | Marocco            | 3:47.65 |      |
| 15   | 2     | Musa Hajdari           | Kosovo             | 3:47.68 | NR   |
| 16   | 2     | Harvey Dixon           | Gibilterra         | 3:49.89 | NR   |
| 17   | 1     | Dario Ivanovski        | Macedonia          | 3:51.83 | PB   |
| 18   | 1     | Dey Tuach Dey          | Sudan del Sud      | 3:56.10 | NR   |
| 19   | 3     | Mikhail Soloshenko     | Kirghizistan       | 4:05.52 |      |
|      | 1     | Mohamed Ismail Mohamed | Somalia            | DNF     |      |
|      | 3     | Benjamín Enzema        | Guinea Equatoriale | DQ      |      |
|      | 3     | Oddom Sat              | Cambogia           | DQ      |      |
|      | 3     | Ayanleh Souleiman      | Gibuti             | DNS     |      |
|      | 3     | Sadik Mikhou           | Bahrein            | DNS     |      |

### Finale
| Pos | Nome               | Nazione       | Tempo   | Note |
| --- | ------------------ | ------------- | ------- | ---- |
| 1   | Samuel Tefera      | Etiopia       | 3:58.19 |      |
| 2   | Marcin Lewandowski | Polonia       | 3:58.39 |      |
| 3   | Abdelaati Iguider  | Marocco       | 3:58.43 |      |
| 4   | Aman Wote          | Etiopia       | 3:58.64 |      |
| 5   | Ben Blankenship    | Stati Uniti   | 3:58.89 |      |
| 6   | Jake Wightman      | Gran Bretagna | 3:58.91 |      |
| 7   | Craig Engels       | Stati Uniti   | 3:58.92 |      |
| 8   | Chris O'Hare       | Gran Bretagna | 4:00.65 |      |
| 9   | Vincent Kibet      | Kenya         | 4:02.32 |      |

## Legenda
| DQ  | Squalificato          |
| DNF | Ritirato              |
| DNS | Non Partito           |
| WR  | Record del Mondo      |
| CR  | Record Dei Campionati |
| AIR | Record di Area Indoor |
| NR  | Record Nazionale      |
| PB  | Record Personale      |
| SB  | Record Stagionale     |